# Frații Chiriac
Frații Chiriac – Ion (n. 20 februarie 1964 - d. 20 februarie 2021), satul Ghermănești, Comuna Drânceni, Vaslui) și Gelu (n.23 februarie 1965,satul Ghermănești Comuna Drânceni, Vaslui), sunt doi frați  cântăreți de folk din județul Vaslui, reuniți inițial într-un duet și lansați prin intermediul Cenaclului Flacăra.

## Biografie
Cei doi provin dintr-o familie cu  7 copii. De timpuriu – încă din timpul claselor primare – au intrat în contact cu muzica, cântând într-un grup de mandoline. Talentul lor a fost remarcat de către profesorii Teodor Lemnaru și Anton Gheorghe Ieremia, care le-au compus primele piese  și s-au ocupat de ei timp de un deceniu. Instrumentul la care au cântat este chitara.
Pe scenă, au început să cânte din 1974, Ion avea 10 ani iar Gelu 9.

## Carieră artistică
În 1976 duetul a intrat în contact cu poetul Adrian Păunescu în timpul emisiunii „Antena vă aparține” (emisiune săptămânală care se ținea în fiecare județ și, unde poetul căuta talente și valori locale), ceea ce a constituit începutul unei colaborări cimentate de la bun început de succesul piesei lor „Moartea căprioarei” (versuri Nicolae Labiș, muzica folk creată de către profesorul Ieremia – la solicitarea lui Adrian Păunescu ).
Au devenit cunoscuți în perioada de glorie a Cenaclului Flacăra și, au devenit o prezență nelipsită de la spectacolele acestuia, timp de aproape un deceniu ('76-'85).
După desființarea cenaclului, duetul a mers în turnee alături de Savoy, Angela Similea, Mirabela Dauer și alți artiști de renume ai muzicii ușoare și comediei românești. Sfârșitul secolului XX a adus cu sine și despărțirea celor doi, care s-au reunit din nou de-abia după 14 ani, în 15 iunie 2014 la Sala Sporturilor din Vaslui, într-un concert aniversar. Evenimentul nu a fost singular, cei doi continuând să concerteze la Festivalul Internațional Adrian Păunescu.

## Piese interpretate
- „Actorul” (versuri: Adrian Păunescu)
- „Bună seara, iubito!” (versuri: Lucian Avramescu)
- „Cine vrea război pe lume” (versuri: Teodor Lemnaru)
- „Iubito, vino seara!”
- „Moartea căprioarei” (versuri: Nicolae Labiș)
- „Ne uitam ca doi copii" (versuri: Grigore Vieru)
- „Orașul”
- „Prea târziu”
- „Torna, torna, fratre” (vesuri: Anton Gheorghe Ieremia)
- „Te astept”
- „Trandafirul albastru”
- „Ți-am adus un oraș”
- „Un om în amurg”
- „Voi cânta iubirea”